# ジョン・ラッセル (初代ベッドフォード伯爵)

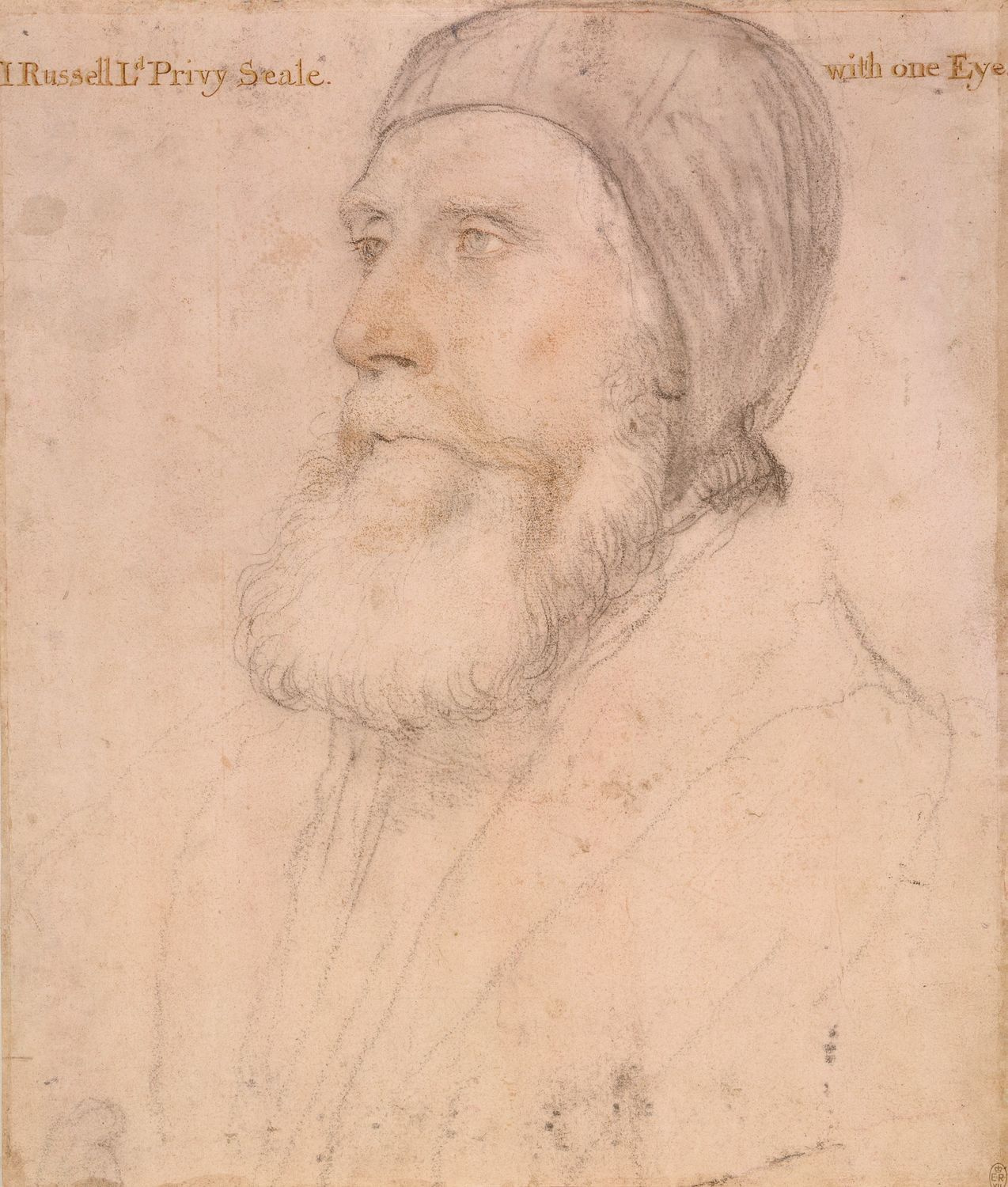
初代ベッドフォード伯爵ジョン・ラッセル（ハンス・ホルバイン画）

初代ベッドフォード伯爵ジョン・ラッセル（英: John Russell, 1st Earl of Bedford, KG, PC, JP, 1485年頃 - 1555年3月14日）は、イングランドの廷臣、商人、貴族。
一介の貿易商からテューダー朝の廷臣に取り立てられ、1539年にラッセル男爵、1551年にベッドフォード伯爵に叙せられた。ベッドフォード公爵ラッセル家の貴族としての祖にあたる人物。

## 経歴
1485年にイングランド・ドーセット・キングストン・ラッセルにジェイムズ・ラッセルの息子として生まれる。ラッセル家はウェイマスを中心に貿易商を営む家だった。
彼も貿易商であったが、1506年1月にドーセットに難破した神聖ローマ皇帝マクシミリアン1世の長男フィリップとその妃フアナの通訳を務め、その功績で1507年にヘンリー7世の宮廷官（Gentleman of the Privy Chamber）に取り立てられた。ヘンリー8世のもとでもその地位を維持した。
1513年のフランス遠征軍に従軍した。1522年のモルレーの戦いにも参加し、同年7月2日に騎士に叙された。1523年にはナイト・マーシャルに任じられた。1525年のパヴィアの戦いにも参加。1528年にはドーセットとサマセットのシェリフを務めた。
1529年から1536年にかけてバッキンガムシャー選挙区から選出されて庶民院議員を務めた。1538年には枢密顧問官となった。
1539年3月9日にラッセル男爵（Baron Russell）に叙された。1539年7月にはスズ鉱山裁判所長官に就任。またイングランド西部に影響力があったエクセター侯爵ヘンリー・コートニーが西部のカトリックの反乱（恩寵の巡礼）に参加して処刑されたため、新設の西部辺境評議会長官（Lord President of Council of the West）に任じられ、コーンウォールはじめ西部の統治にあたった。反乱への対処として統監にも任じられた。
修道院解散でその荘園や土地を次々と奪って所領を拡大した。ベッドフォードシャーのウォバーン・アビーの荘園をはじめ、コーンウォール、サマセット、デヴォンなどにあるタヴィストックの修道院に属していた30の荘園を獲得した。またロンドン中心部のコヴェント・ガーデンの土地も与えられた。バッキンガムシャー・アマーシャムに屋敷も手に入れた。
1540年から1542年にかけては海軍卿、1542年から1555年の死去まで王璽尚書を務めた。これにより西部での活動より中央での活動が多くなった。
ヘンリー8世の宮廷では重臣の粛清が相次いだが、彼は処刑されることなく、1547年に即位した少年王エドワード6世の治世まで生きのびた。ヘンリー8世の遺言でエドワード6世を補佐する高官の一人に指名されていた。1549年6月にイングランド西部でカトリックの反乱が発生するとその鎮圧軍の指揮官として出陣、反乱は鎮圧したが出陣中に政争が起こり、護国卿のサマセット公エドワード・シーモアが失脚・ロンドン塔へ投獄された。ラッセルは反乱鎮圧に手を焼き、事前に西部地域の反乱の芽を摘んでおく必要性を痛感し、再び積極的に西部統治に関与するようになり、庶民院議員選挙にも干渉するようになった。
1550年1月19日にはベッドフォード伯爵に叙された。1552年にはコーンウォール統監、デヴォン統監、ドーセット統監に就任した。
1555年3月20日にバッキンガムシャー・チェニーズで死去した。爵位は一人息子のフランシス・ラッセルが継承した。

## 栄典

### 爵位
1539年3月9日に以下の爵位を新規に叙される。
- ベッドフォード州におけるチェニーズの初代ラッセル男爵 (1st Baron Russell, of Chenies in the County of Bedford)
(勅許状によるイングランド貴族爵位)

1550年1月15日に以下の爵位を新規に叙される。
- 初代ベッドフォード伯爵 (1st Earl of Bedford)
(勅許状によるイングランド貴族爵位)

### 勲章
- 1539年4月24日、ガーター騎士団(勲章)ナイト(KG)[4][1]

## 家族
1526年にサー・ガイ・サップコートの娘アンと結婚した。この結婚でチェニーズの荘園を手に入れた。彼女との間に一人息子でベッドフォード伯爵位を継承するフランシス・ラッセルを儲けた。